# Јерменска црквена архитектура
Јерменска црквена архитектура је архитектонски стил јерменских црквених грађевина насталих од апостолске ере хришћанства у Јерменској висоравни током 1. века. Развијен је током последњих 1900 година. Према професору Дикрану Кујмџијану (докторат арменских студија са Универзитета Колумбија),  јединствени национални стил јерменске црквене архитектуре настао је крајем 6. или почетком 7. века, вероватно поставши први национални стил у хришћанској архитектури, много пре него што су византијски, романички и готски или мање познати скандиначки стил од бетона и етиопског бетона постали етиопски.

## Карактеристике
Институција хришћанства као званичне религије Јерменије 300. године омогућила је нови развој јерменске архитектуре. Прве јерменске цркве изграђене су по наређењу Светог Григорија Просветитеља, и често су биле подигнуте на врху паганских храмова, имитирајући неке аспекте јерменске прехришћанске архитектуре. Јерменске цркве посебно имају неколико карактеристичних карактеристика са заједничким карактеристикама:
- Шиљате куполе, које подсећају на вулкански конус Великог Арарата. Конична или полуконична радијално сегментирана купола или купола постављена је изнад засвођених плафона на цилиндрични бубањ (обично полигонални споља, најчешће осмоугаони)
- Вертикални нагласак целе структуре, са висином која често прелази дужину цркве
- Појачање вертикалности високим, уским прозорима
- Камени сводови.
- Састоји се скоро у потпуности од камена, обично вулканске седре или базалта.
- Композитни кров састављен од фино резане шиндре од седре.
- Фреске и резбарије, ако постоје, обично су китњасти и укључују усковитлане преплетене винове лозе и лишће.
- Велика употреба високих структуралних лукова, како за подупирање куполе као дела бубња, засвођеног плафона, тако и за вертикалне зидове.
- Кровови који се укрштају да подржавају куполу, како у базиликама, тако иу црквама централно планираним.
- Скулптурална декорација спољашњих зидова, укључујући фигуре.